# Dandongadale River
Dandongadale River är ett vattendrag i Australien. Det ligger i delstaten Victoria, omkring 180 kilometer nordost om delstatshuvudstaden Melbourne.
I omgivningarna runt Dandongadale River växer i huvudsak städsegrön lövskog. Runt Dandongadale River är det mycket glesbefolkat, med 3 invånare per kvadratkilometer. Genomsnittlig årsnederbörd är 1 334 millimeter. Den regnigaste månaden är juli, med i genomsnitt 152 mm nederbörd, och den torraste är januari, med 60 mm nederbörd.